# 4to. LP
IV LP es el nombre del cuarto disco grabado en estudio por el cantautor argentino León Gieco. Fue lanzado en el año 1978.

## Canciones
- Sólo le pido a Diós
- El que queda solo
- Dice el inmigrante
- Ya soy un croto
- Cachito, campeón de Corrientes
- Un poco de comprensión
- Continentes en silencio
- La historia ésta
- Canción de amor para Francisca
- Tema de los mosquitos

- Datos: Q5652490